# Mauro Chiodini
Mauro Chiodini est un footballeur italien né le 25 février 1980 à Civitanova Marche.

## Carrière et transfert
Tous les transferts de carrière joueur avec diverses informations: date et la saison du transfert, la valeur marchande actuelle, voir si c'est un prêt et une rançon payée.
| saison | date                 | vendeur | vendeur | vendeur         | acheteur | acheteur | acheteur        | MV          | rachat      |  |
| ------ | -------------------- | ------- | ------- | --------------- | -------- | -------- | --------------- | ----------- | ----------- |  |
| 16/17  | 01 / Juillet / 2016  |         |         | Castelfidardo   |          |          | Sangiustese     | 25 mille €  | gratuit     |  |
| 15/16  | 01 / Juillet / 2015  |         |         | Civitanovese    |          |          | Castelfidardo   | 100 mille € | gratuit     |  |
| 14/15  | 30 / UGI / 2015      |         |         | F. Falerone     |          |          | Civitanovese    | 100 mille € | Fin du prêt |  |
| 14/15  | 03 / gen / 2015      |         |         | Civitanovese    |          |          | F. Falerone     | 100 mille € | prêt        |  |
| 13/14  | 01 / Juillet / 2013  |         |         | Montegranaro    |          |          | Civitanovese    | 100 mille € | gratuit     |  |
| 12/13  | 27 / juillet / 2012  |         |         | Sorrento        |          |          | Montegranaro    | 100 mille € | gratuit     |  |
| 11/12  | 01 / aiguille / 2011 |         |         | Virtus Lanciano |          |          | Sorrento        | 200 mille € | gratuit     |  |
| 09/10  | 01 / aiguille / 2009 |         |         | FROSINONE       |          |          | Virtus Lanciano | 50 mille €  | ?           |  |
| 05/06  | 01 / juillet / 2005  |         |         | Fermana         |          |          | FROSINONE       | -           | ?           |  |
| 97/98  | 01 / juillet / 1997  |         |         | Civitanovese    |          |          | Fermana         | -           | ?           |  |
| 96/97  | 01 / juillet / 1996  |         |         | Civitanovese G. |          |          | Civitanovese    | -           | -           |  |

## Carrière
- 1996-97 : Civitanovese Calcio  Italie
- 1997-98 : Fermana Calcio  Italie
- 1998-99 : Fermana Calcio  Italie
- 1999-00 : Fermana Calcio  Italie
- 2000-01 : Fermana Calcio  Italie
- 2001-02 : Fermana Calcio  Italie
- 2002-03 : Fermana Calcio  Italie
- 2003-04 : Fermana Calcio  Italie
- 2004-05 : Fermana Calcio  Italie
- 2005-06 : Frosinone Calcio  Italie
- 2006-07 : Frosinone Calcio  Italie
- 2007-08 : Frosinone Calcio  Italie
- 2008-09 : Frosinone Calcio  Italie
- 2009-10 : SS Virtus Lanciano  Italie